# Institut de management public et de gouvernance territoriale
Pour les articles homonymes, voir Institut sur la gouvernance (homonymie) et IMPGT.
L’Institut de management public et de gouvernance territoriale est une unité de formation et de recherche de l'université d'Aix-Marseille qui forme des étudiants amenés à travailler dans le champ du management public et de la gouvernance territoriale.
L'institut est implanté à Aix-en-Provence et dispose d'une antenne à Marseille.

## Disciplines enseignées
Le management public est avant tout un objet d'études : la gestion des affaires publiques. Mais la logique du management public dépasse ce seul domaine, elle est aussi concernée par la vie des associations, par celle des entreprises qui travaillent étroitement avec le secteur public et de manière élargie par toutes les organisations qui se préoccupent de l'intérêt général.
Cette nouvelle discipline se retrouve dans de nombreux secteurs de l’économie (collectivités locales, domaine social, santé, environnement, humanitaire, culture, tourisme, loisirs, etc.). Elle s’appuie sur trois champs disciplinaires  (le droit, l’économie et la gestion) et intègre les langues vivantes, les technologies de l’information et de la communication, l’analyse des données, la communication, etc.

## De 1996 à 2004
En 1996, l'Institut universitaire professionnalisé (IUP) de management public est créé en partenariat avec l'institut d'études politiques d'Aix en Provence. 
Le programme est réparti sur trois années (DEUG, LICENCE, MAITRISE), sur les deux sites d'Aix-en-Provence et de Marseille. Le corps professoral est composé pour moitié de professeurs-maîtres de conférence, et pour moitié de professionnels issus d'organisations publiques ou privées. 
En IUP3 (Maîtrise), les étudiants effectuent à la demande des organisations professionnelles un projet de mémoire d'études ainsi qu'un stage long consacré à une étude de terrain. À l'issue du stage, l'étudiant présente ses travaux devant un jury composé d'enseignants et de professionnels et peut obtenir le titre d'ingénieur-maître en management des entreprises, Mention Management Public.

## Depuis 2004
En 2004 l’Institut devient une UFR à part entière : l’Institut de Management Public et Gouvernance Territoriale, au sein de l’Université Paul Cézanne (Aix Marseille III).
La même année, le diplôme d'études supérieures spécialisées de management public est transformé en diplôme de master. L'Institut de management public et de gouvernance territoriale délivre aujourd'hui des licences, des masters et des doctorats.
À la rentrée 2007, l'Institut a ouvert un Master "Intelligence économique et compétitivité territoriale", qui s'adresse à des professionnels souhaitant ajouter une compétence en intelligence économique à leur compétence métier. Ce master a été supprimé depuis.  
En 2012, l'Institut est intégré dans la nouvelle Université d'Aix-Marseille. 
Depuis 2015, l'IMPGT a récupéré la Chaire Attractivité et Nouveau Marketing Territorial (auparavant à l'IEP d'Aix). Cette Chaire est la seule du type en France. Sa principale spécificité est qu'elle a été fondée par des collectivités territoriales. Elle assure des missions de formation et de veille et de recherche en marketing territorial. La direction de cette chaire a été confiée à Christophe Alaux.

## Formations
L’IMPGT propose une Licence, deux formations de niveau Master réparties en plusieurs parcours, un programme Doctoral, une prépa talents des services publics ainsi que deux diplômes d’Études Supérieures Universitaires. Toutes les formations sont accessibles en formation initiale ou continue. Parmi elles, certaines sont ouvertes en alternance.
Niveau Licence
- Licence 1 et 2 administration publique - tronc commun
- Licence 3 administration publique parcours management public
- Licence 3 administration publique parcours métiers du management public

Niveau Master
- Master management public parcours : 
  - Management des administrations publiques
  - Management des établissements sanitaires et sociaux
  - Droit et management publics des collectivités territoriales
  - Développement durable et gouvernance territoriale de projets en Méditerranée et à l'international
  - Management, qualité et gestion des risques sociétaux
  - Sécurité et management des territoires (en partenariat avec l'ENSOSP)
  - Marketing et communication publics
  - Attractivité et nouveau marketing territorial
  - Recherche, études et conseil en sciences de gestion
- Master direction de projets ou d'établissements culturels 
  - Parcours management et droit des organisations et des manifestations culturelles

DESU
- Entrepreneuriat et management des musiques actuelles
- Entrepreneuriat et management des festivals

Prépa
- Prépa Talents des services publics

Doctorat
- En sciences de gestion

## Débouchés
Les étudiants et stagiaires peuvent trouver des débouchés dans les collectivités locales, les organismes consulaires, les entreprises publiques, les entreprises privées intervenant dans le cadre de projets publics, les associations, les sociétés d'économie mixte etc.
Le taux de placement constaté est de 85 % un an après l'obtention du Master II Management et Gestion des Collectivités Territoriales.

## La recherche
Elle est assurée au sein du CERGAM (Centre d'Étude et de Recherche en Gestion d'Aix-Marseille) Le chercheur en management public explore l'ensemble des terrains concernés par les logiques publiques ou parapubliques.

## Corps enseignant
Parmi les personnalités intervenant dans les formations de l'Institut, on peut citer Robert Fouchet ✝︎ , Jean Rodophe Lopez, Olivier Keramidas ✝︎ , Sophie Lamouroux, Christophe Alaux, Marcel Guenoun, Jean-claude Cohen, Claude Domeizel, Raphaël Liogier (directeur de l'Observatoire du religieux et professeur des universités à l'IEP d'Aix-en-Provence), Patrick Reix (inspecteur général de l'Adminsitration, Ministère de l'intérieur), Claude Rochet (haut fonctionnaire et professeur des universités), ou encore Jacques Bourdon ✝︎ ancien président de l'université Aix-Marseille III. Le professeur Jean-Michel Eymeri-Douzans y dispense aussi un cours sur les institutions européennes.